# Fort Montgomery (Lake Champlain)

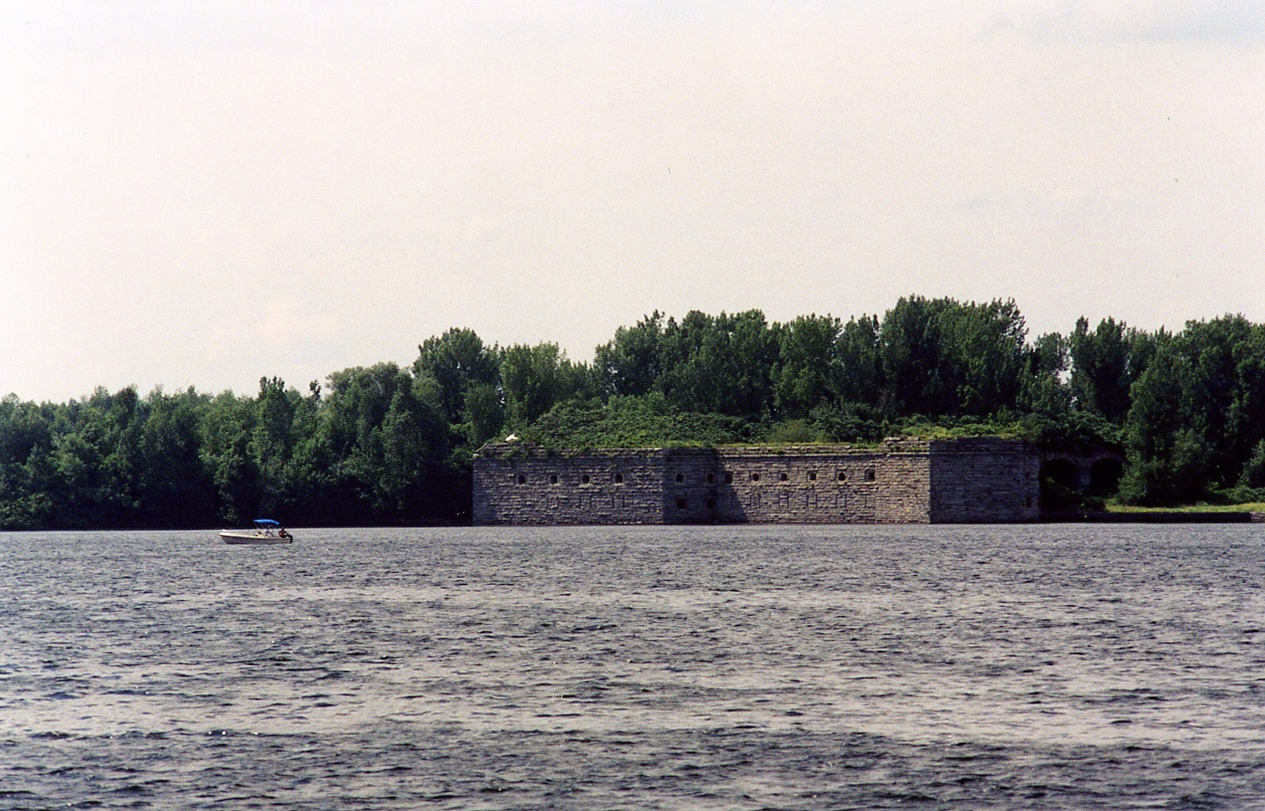
Die beiden verbleibenden Bastionen von Fort Montgomery

Fort Montgomery am Lake Champlain ist das zweite von zwei US-amerikanischen Forts, die an der nördlichen Spitze des Sees erbaut wurden. Das erste unbenannte Fort wurde 1816 errichtet und Fort Montgomery wurde zwischen 1844 und 1871 gebaut. Es liegt an der Grenze zwischen den Vereinigten Staaten und Kanada bei Island Point im Village Rouses Point.

## Hintergrund

### "Fort Blunder"
Der Bau des ersten Forts an dieser Stelle begann 1816. Das achteckige Bauwerk mit den rund neun Meter hohen Mauern sollte gegen einen Angriff der Briten schützen, wie er 1814 zur Schlacht von Plattsburgh geführt hatte. Im Juli 1817 besichtigte Präsident James Monroe die noch unvollständige Festungsanlage mit dem Feldlager. Ein früher gemachter Vermessungsfehler wurde später festgestellt. Dieser hatte dazu geführt, dass der Bauplatz irrtümlich auf der kanadischen Seite der Grenze lag, was zur Bezeichnung Fort Blunder führte: Blunder ist das englische Wort für Schnitzer. Eine neue Vermessung ergab, dass der Bauplatz etwa 1200 Meter nördlich des 45. Breitengrades lag, der tatsächlichen Grenzlinie. Die Bauarbeiten wurden eingestellt und die Stätte verlassen. Ein Großteil des angefangenen Bauwerks wurden von Ortsansässigen abgebrochen, die das Material für eigene Bauten verwendeten. Es gibt keine Nachweise dafür, ob dieses erste Bauwerk je einen Namen erhielt. Die meisten zeitgenössischen Dokumente erwähnen es als Arbeiten oder Batterie bei Rouse's Point. Es wird oft falsch als Fort Montgomery bezeichnet. Die Stätte dieses ersten Bauplatzes wurde 1977 unter dem Namen Fort Montgomery in das National Register of Historic Places eingefügt.

### Fort Montgomery
Schließlich wurde entschieden, dass ein zweites Fort an der Stelle gebaut würde, nachdem im Webster-Ashburton-Vertrag von 1842 Island Point, der nördlichste und strategisch wichtige Punkt am Lake Champlain an die Vereinigten Staaten zurückgegeben wurde. Es wurde nach Richard Montgomery benannt. Dieser General im Amerikanischen Unabhängigkeitskrieg war bei der Schlacht von Québec während der Invasion von Kanada 1775 gefallen. Der Bau von Fort Montgomery begann 1844. Das Fort war eine der wenigen dauerhaften Festungen an der Nordgrenze, die meisten Festungen aus Stein wurden an der Atlantikküste erbaut. Die Arbeit an der Festungsanlage dauerte bis 1870, wobei während des Sezessionskrieges die Bautätigkeit einen hektischen Höhepunkt erlebte, als Gerüchte von einer möglichen britischen Intervention gegen die Union von Kanada aus die Runde machten. Diese Befürchtungen erwiesen sich nicht als allzu weit hergeholt, als 1864 der von den konföderierter Seite geführte St.-Albans-Vorfall – die nördlichste Militäraktion des Bürgerkrieges – 1864 von Kanada aus nach Vermont geführt wurde.
Im Laufe der rund drei Jahrzehnte, in denen an Fort Montgomery gebaut wurde, scheute man weder Kosten noch Mühen. Die damals fortschrittlichste Militärtechnologie wurde angewendet. Auf dem Höhepunkt der Bautätigkeit arbeiteten rund 400 Steinmetze und Mauerer an der Festung. Als das Fort praktisch fertig war, erreichten die Mauern eine Höhe von 14,6 m und boten Platz für 125 Geschütze. Das Fort war eines von nur neun Festungen in den Vereinigten Staaten überhaupt, die einen Festungsgraben hatten, wie etwa Fort Jefferson auf den Dry Tortugas. Dadurch war Fort Montgomery praktisch auf allen Seiten von Wasser umgeben und von Land aus nur über eine Zugbrücke zugänglich. Dadurch wurde es Angreifern unmöglich, in das Fort einzudringen, wenn die Zugbrücke emporgezogen war, da sich die Öffnung rund fünf Meter oberhalb des Wassergrabens befand. Ein ähnlicher Zugang an der Seeseite verwendete ebenfalls eine Zugbrücke, die einen sich in den See erstreckenden Landesteg mit dem Fort verband. Direkt hinter dem Fort wurde eine künstliche Insel angelegt, höher als das Fort selbst, wodurch es von schwerem Kanonenbeschuss von der Landseite aus geschützt war. Mit dem Land war diese Insel durch einen schmalen, steinernen Weg verbunden, mit dem Fort selbst durch eine Brücke. Der Chefingenieur der U.S. Army, Joseph Totten, erfand mit Eisen verstärkte Schutzschilde an den Kanonenständen, um die Kanoniere im Fort besser zu schützen. Diese Erfindung wurde in Fort Montgomery bei der noch unfertigen oberen Kanonenreihe angewendet, die untere Kanonenreihe verwendete noch die älteren aus Backstein gemauerten Schutzeinrichtungen.
Die Festung war ursprünglich für eine Garnison von 800 Mann geplant; sie wurde jedoch niemals militärisch bemannt, sondern nahm eine Rolle der militärischen Abschreckung an der Grenze ein, wie viele weitere dieses dritten Fortsystems, die erst bemannt werden sollten, falls es erforderlich wurde. Zwar wurde aus dem Fort niemals ein Schuss im Kampf abgegeben, das heißt jedoch nicht, dass die Festung unbewaffnet war. Nach den Aufzeichnungen des Kriegsministeriums war das Fort 1886 mit 74 Kanonen bewaffnet, darunter Achtzoll- und Zehnzoll-Rodman-Kanonen. Die meisten davon waren nordwärts auf Kanada gerichtet montiert. Zwei Fünfzehnzollkanonen wurden nicht installiert, standen jedoch jahrelang einsatzbereit auf dem Exerzierplatz der Festung, um im Notfall auf den Festungsmauern aufgestellt zu werden. Als 1880 der Commanding General of the Army William Tecumseh Sherman das Fort besuchte, war er so angetan von der Anlage, dass er mit der Absicht nach Washington zurückkehrte, die Garnison von den Plattsburgh Barracks hierher zu verlegen. Aufgrund des öffentlichen Widerstands wurde diese Truppenverlegung jedoch nicht realisiert.
In den Jahren nach dem Sezessionskrieg wurden in der Militärtechnik allmählich stärkere Waffen verwendet, wie etwa Mörser und Schnellfeuerkanonen, sodass die militärische Bedeutung von gemauerten Festungsanlagen wie Fort Montgomery sich rasch ihrem Ende näherte. Die inzwischen verfügbare Technik erlaubte es einem Feind, die mächtigen Kasematten schnell und einfach in Schutt und Asche zu schießen. Im letzten Jahrzehnt des 19. Jahrhunderts setzte die Entfernung der Kanonen des alten Forts ein. Im Jahr 1900 waren noch 37 Kanonen vorhanden, ein Jahr später war die Zahl auf 20 gesunken. Vermutlich wurden die letzten Kanonen 1909 mit Barken von Island Point weggebracht. Die meisten wurden in Plattsburgh auf die Eisenbahn verladen und am Ende als Schrott verkauft. Das inzwischen leere Fort wurde von einem Hausmeister überwacht, zumeist ein pensionierter Soldat, der in einem Haus in der Nähe wohnte und auf dem Gelände patrouillierte.

## Verfall
Die Bundesregierung der Vereinigten Staaten verkaufte Fort Montgomery 1926 mit dem umliegenden Gelände bei einer öffentlichen Versteigerung.
Während der folgenden Periode, in der das Fort nicht genutzt wurde, geschah mit dem Bauwerk dasselbe, was auch dem bereits 1816 aufgegebenen Fort widerfahren war: viele Ortsansässige besuchten die Stätte und schafften verwertbares Material weg, darunter Bauholz, Backsteine, Fenster und Türen, um sie in ihren eigenen Häusern und anderen Gebäuden zu verwenden. Schließlich wurde der größte Teil des Forts, mit Ausnahme der westwärts gerichteten Offizierunterkünfte, einem kleinen Abschnitt der Südmauer und drei Bastionen 1936–1937 abgerissen. Die mächtigen Steine wurden zerschlagen und als Füllmaterial in den See geschüttet, als zwischen Rouses Point und Alburg, Vermont, eine Brücke gebaut wurde. Nachdem das Grundstück einige Male den Besitzer gewechselt hatte, wurde es an Victor Podd, Sr. verkauft, der das Hauptquartier der ihm gehörenden Powertex Corporation westlich des Forts errichtete. Island Point ließ Podd unberührt. Mitte der 1980er Jahre arbeitete er mit den örtlichen historischen Gesellschaften daran, dass der Bundesstaat New York die Stätte erwerben und restaurieren sollte. Obwohl die unentgeltliche Übertragung des Forts angeboten wurde, konnten die Verhandlungen nicht erfolgreich abgeschlossen werden, der Bundesstaat lehnte die Übernahme ab. Podds Erben versuchten im Mai 2006 sogar, das Fort auf eBay zu verkaufen. Zwar erfolgte am 5. Juni 2006 der Zuschlag zu einem Preis von 5.000.310 US-Dollar, der Verkauf schlug dann jedoch noch fehl. Das Fort und das umliegende Land ist immer noch zu verkaufen.
Unter den örtlichen Denkmalschützern gibt es Befürchtungen, dass die Reste des Forts vom Einsturz bedroht sind. Dies geht teilweise auf die Entfernung von 1886 eingebauten eisernen Mauerankern und ähnlichen Konstruktionsteilen zurück, die vermutlich wegen ihres Materialwertes als Schrott herausgebrochen wurden, als Rohmetall im Zweiten Weltkrieg knapp war. Diese Bauteile wurden nachträglich eingebaut, um das enorme Gewicht der äußeren Festungsmauer besser zu verteilen. Dieses Verteidigungselement erwies sich in den Jahren nach dem Bau als Schwachstelle der Festung. Die dritte Bastion der Festung ist bereits 1980 aus diesen Gründen in den Festungsgraben gestürzt und wurde dadurch völlig zerstört.